# Mob Railway
A Mob Railway é uma empresa de projetos de soluções ferroviárias. Fundada em 2014, ganhou a licitação para fornecer os novos VLTs do Ramal Aeroporto para a Metrofor em 2023, terceirizando a fabricação para a empresa chinesa CRRC Dalian, bem como participa do consórcio para a construção do Bonde Elétrico de Fortaleza, após vencer licitação em 2021. É considerada a sucessora da empresa Bom Sinal, uma vez que um de seus sócios, Marcio Florenzano, era diretor-comercial daquela empresa.